# Echiniscus marcusi
Echiniscus marcusi är en djurart som tillhör fylumet trögkrypare, och som beskrevs av Pilato, Claxton och Maria Grazia Binda 1990. Echiniscus marcusi ingår i släktet Echiniscus och familjen Echiniscidae. Inga underarter finns listade i Catalogue of Life.